# Чича

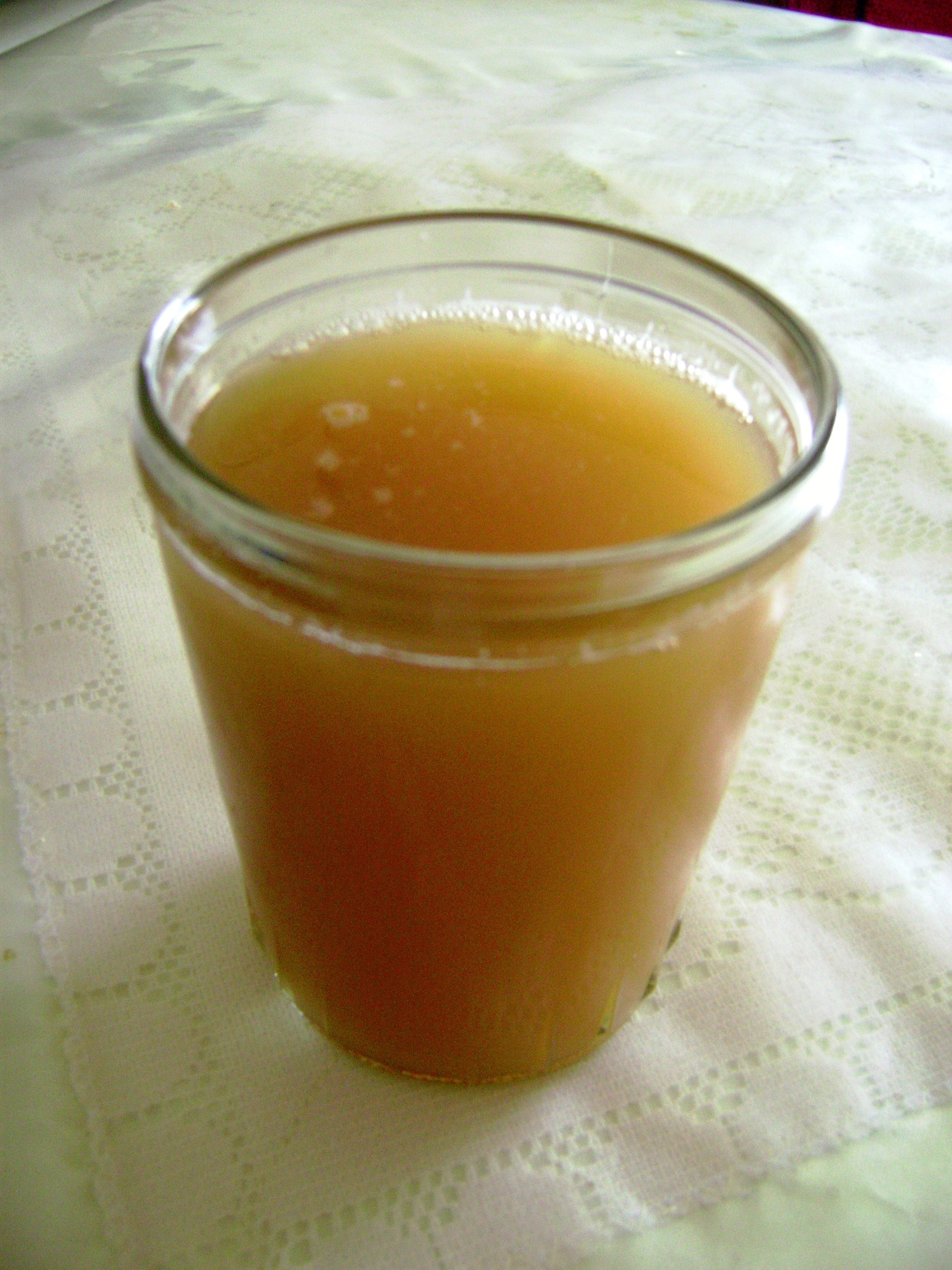
Стакан з чичею в Перу

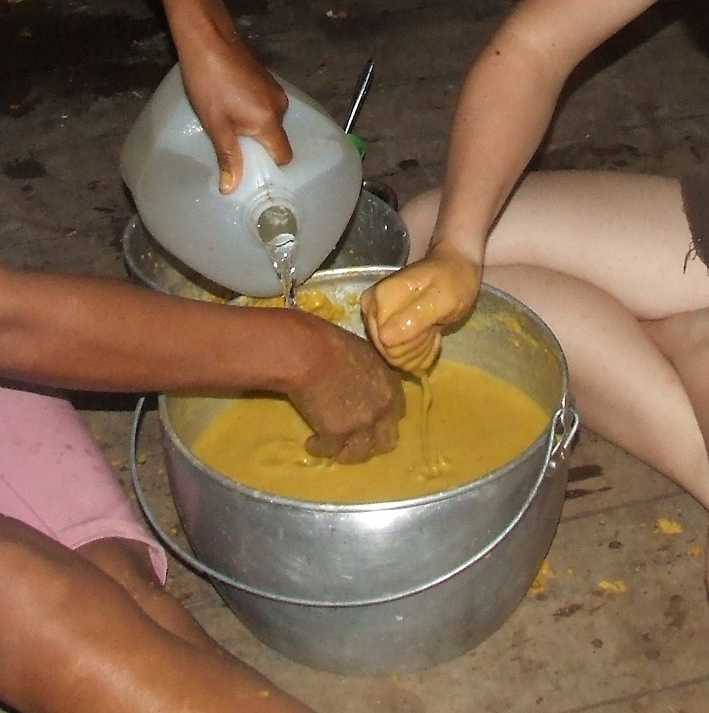
Сучасне виготовлення чичі за традиціями народу хіваро

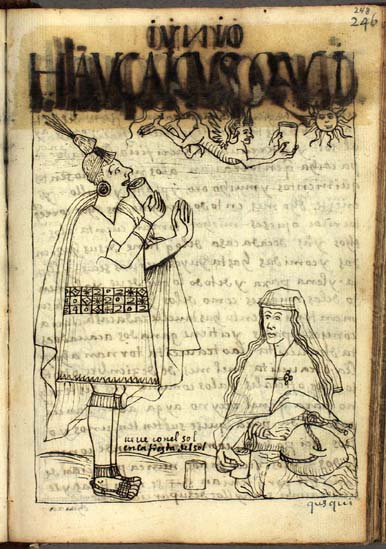
Споживання чичі в перуанській хроніці історика Пома де Аяла

Чича (ісп. Chicha, tʃi.tʃa) — схожий на пиво слабоалкогольний напій з Південної Америки, головним чином тропічної її частини.

## Назва
Чичу пили з давніх часів ще в Імперії інків, отримуючи напій шляхом ферментації різних рослин через слину. Цим і пояснюється жартівлива назва чичі — «нікчемне пиво» (нім. Spuckebier).
Наукова етимологія назви напою не цілком зрозуміла. За даними Королівської академії іспанської мови, «чича» походить від слова chichab, що означає «кукурудзу» на мові народу куна.
За іншими джерелами, на назву вплинуло ацтекське слово chichiatl, що означає «вода, що забродила». Мовою кечуа напій називається aqha.
Іспанці використовували назву «чича» для всіх виявлених в Америці ферментованих напоїв, навіть якщо вони істотно відрізнялися між собою за складом інгредієнтів.

## Поширення та виготовлення
Перуанський історик Інка Гарсіласо пояснює, що надмірне вживання алкоголю розглядалося в Перу як основна вада людей. Багато інших текстів свідчать, що чичу охоче пили не тільки на свята, а й у будні.
Інки виготовляли чичу насамперед з паростків кукурудзи (Jora або Wiñapu), але також з кіноа, квасениці і перуанського перцю.
Чича завжди вважалася священним напоєм, символом родючості та багатства матері-природи (ісп. Pacha Mama). Сучасні жителі цінують чичу як спадщину предків, яка годує тіло і душу. Ритуал приготування напою є прерогативою жінок, хоча їм іноді допомагають і чоловіки.
Жінки жують випечений з кукурудзяного борошна хліб, просочуючи його слиною. Завдяки присутнім в слині ферментам крохмаль перетвориться в цукор, що сприяє бродінню. Вміст алкоголю в чичі коливається від 1 до 6 відсотків, в залежності від того, готується напій для повсякденного використання або для урочистих релігійних свят, таких, як Інті-Раймі.
Хіваро та інші народи Амазонської низовини за традицією готують чичу з маніока чи плодів персикової пальми, які спочатку зовсім недовго варять і розм'якшують, потім жують і випльовують в каструлю, доливаючи невеликою кількістю води при розмішуванні фруктової маси вручну, і нарешті залишають для бродіння як мінімум на один день. Традиційно чичу зберігають у видовбаних зсередини плодах лагенарії.
Схожий на лимонад безалкогольний напій  чича морада  готують з звареної фіолетової кукурудзи з додаванням цукру, шкірки ананаса й айви, прянощів (кориці і гвоздики), а також соку лайма.
У Венесуелі широко поширена рисова чича. Її безалкогольний варіант — холодний освіжаючий напій, приготований замість води з молоком і корицею, нагадує коктейль і продається на вулицях.
У Чилі, особливо в центральній частині країни, чичу готують з ферментованих яблук. Напій схожий на сидр і особливою популярністю користується під час осінніх національних свят. Чича в Куракаві виготовляється з винограду.